# Frei Inocêncio
Frei Inocêncio là một đô thị thuộc bang Minas Gerais, Brasil. Đô thị này có diện tích 468,196 km², dân số năm 2007 là 8873 người, mật độ 18,9 người/km².